# Sergei Sergejewitsch Mitrochin

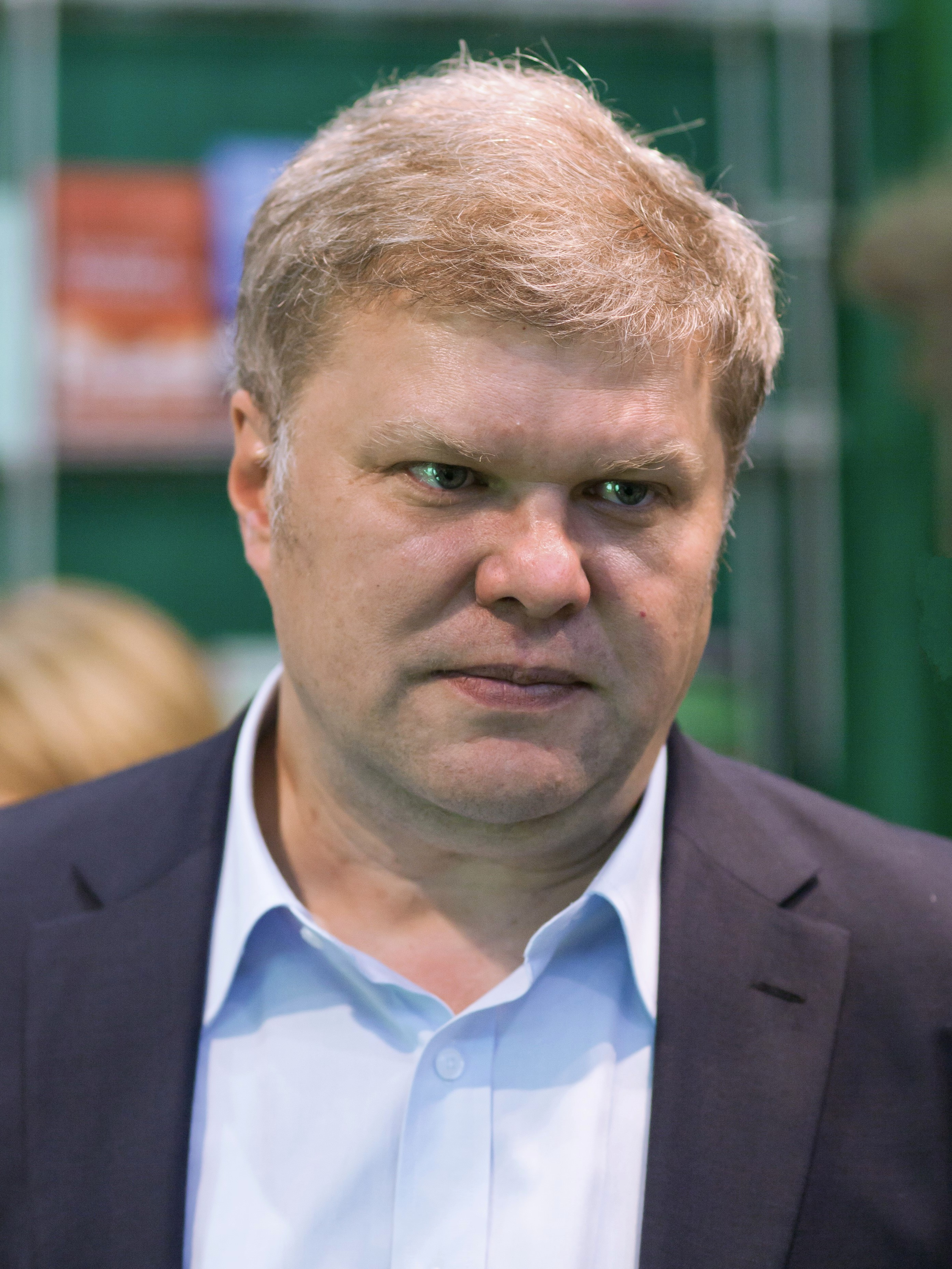
Sergei Sergejewitsch Mitrochin (2013)

Sergei Sergejewitsch Mitrochin (russisch Сергей Сергеевич Митрохин; * 20. Mai 1963 in Moskau) ist ein russischer Politiker. Von 2008 bis 2015 war er Vorsitzender der Russischen Demokratischen Partei Jabloko.
Er nennt das russische System autoritär-kriminell-oligarchisch.

## Leben
Er studierte an der Staatlichen Pädagogischen Universität Moskau und promovierte in Politikwissenschaft. Von 1993 bis 2003 war er Abgeordneter der Staatsduma und von 2005 bis 2009 der Moskauer Stadtduma. 2019 wurde er erneut ins Stadtparlament gewählt. Zuvor war es in Moskau zu Protesten gegen die Wahlbedingungen und den Ausschluss oppositioneller Politiker gekommen.